# Велика Албанија
Велика Албанија је иредентистички концепт земље за коју се сматра да чини националну домовину већини Албанца, заснован на данашњем или историјском присуству Албанаца на том подручју. Поред постојеће Републике Албаније, појам укључује области у саставу сусједних држава, и то: у Србији су то аутономна покрајина Косово и Метохија (самопроглашена Република Косово), јужни дио Јужне и источне Србије (међу Албанцима позната као Прешевска долина) и јужни дио Шумадије и западне Србије (међу Албанцима и Бошњацима познат као Санџак, међу Србима познат као Рашка Област), у Црној Гори јужни дио државе, у Грчкој њен сјеверозапад тј. окрузи Теспротија и Превеза, као и остатак територије која се некада налазила у саставу Јањинског вилајета (међу Албанцима област позната као Чамерија), као и западни дијелови Северне Македоније (међу Албанцима позната као Илирида).
Уједињење још ширег подручја у јединствену територију под албанском власти теоретски је био замишљен од стране Призренске лиге, организације из 19. вијека која је за циљ имала уједињење области насељене Албанцима у један аутономни Албански вилајет у саставу Османског царства. Међутим, концепт Велике Албаније, веће од Албаније унутар њених граница 1913. године, спроведен је само током италијанске и њемачке окупације Балкана током Другог свјетског рата.
Идеја о уједињењу настала је након Лондонског мира 1913. године, када се отприлике половина територије и 40% становништва нашло изван новонастале државе, што Албанци гледају као неправду наметнуту од стране великих сила.
По извјештају Gallup Balkan Monitor из 2010. године, идеју Велике Албаније подржава већина Албанаца: у Албанији 63%, на Косову 81% и у Северној Македонији 53%, иако по истом извјештају већина Албанаца мислили су да је мала вјероватноћа да ће то да се догоди.
По извјештају Развојног програма ОУН-а, објављеном у марту 2007. године, само 2,5% Албанаца са Косово мисли да је уједињење са Албанијом најбоље рјешење за Косово. 96% испитаника је рекло да је за Косово најбоље да прогласи независност у садашњим границама.

## Терминологија
Појам Велика Албанија (алб. Shqipëri e Madhe) се користи у научним, политичким и другим јавним круговима, док се појам Етничка Албанија (алб. Shqipëria etnike) првенствено користи међу албанским националистима како би се означила потраживања на области традиционалне домовине етничких Албанаца. Други појам кориштен од стране Албанаца је Албанско национално поновно уједињење (алб. Ribashkimi kombëtar shqiptar).

## Историја

### Под Османским царством
Прије балканских ратова у 20. вијеку, Албанци су били субјект Османског царства. Албански покрет за независност појавио се 1878. године са Призренском лигом (удружење са сједиштем у Призрену) која је имала за циљ културну и политичку аутономију Албанаца унутар Османског царства. Међутим, Османлије нису биле спремне да прихвате захтјеве Лиге. Османско противљење циљевима Лиге помогло је да се покрене Албански народни препород.

### Други свјетски рат
Албанска фашистичка партија постала је владајућа странка италијанског протектората Албаније 1939. године, а премијер Шефкет Верлаци је одобрио могућу административну унију Италије и Албаније, јер је желио италијанску подршку сједињења Косова, Чамерије и других области у Велику Албанију. Заиста, до уједињења је дошло након што су Силе Осовине окупирале Југославију и Грчку у прољеће 1941. године. Албански фашисти су тврдили да се скоро све територије насељене Албанцима налазе унутар „уједињене Албаније“.
Између маја 1941. и септембра 1943. године, Бенито Мусолини је поставио скоро сву територију насељену етничким Албанцима под управу албанске квислиншке владе. То је укључивало области Косова и Метохије, дијелове данашње Северне Македоније, као и пограничне области данашње Црне Горе. У Чамерији је успостављен албански високи комесаријат на челу са Џемилом Дином, али је ова област остала под контролом италијанске војне команде у Атини, па је технички остала дио Грчке.
Када су Нијемци окупирали ову област и замијенили Италијане, оставили су границе створене од стране Мусолинија, али су након Другог свјетског рата Савезници вратили границе на стање од прије рата.

## Политичка употреба концепта
Албанско питање на Балкану је дио посљедица доњетих одлукама великих сила у касном 19. и раном 20. вијеку. Санстефанским и Берлинским споразумом из 1878. године територије насељене Албанцима су додјељене другим државама, што је довело до реакције Призренске лиге.
Степен у коме различите групе раде и које напоре улажу у циљу постизања Велике Албаније је споран. 2000. године је Државни секретар САД Медлин Олбрајт изјавила да међународна заједница неће толерисати било какве напоре ка стварању Велике Албаније.
Покрет Самоопредјељење је основан 2004. године на Косову и он се противи страном мијешању у послове Косова и кампањама против суверености народа, као дио права на самоопредјељење. Самоопредјељење је на изборима у децембру 2010. године освојило 12,69% гласова, а манифестом странке позивали су на уједињење са Албанијом. На изборима у јуну 2014. године освојили су 13,59% гласова.
Црвена и црна алијанса је политичка странка основана 2012. године у Албанији, а срж њеног програма чини национално уједињење свих Албанаца у њихову матичну државу.
На прослави 100 година независности Албаније, 2012. године, предсједник владе Албаније Сали Бериша је рекао да се „албанске земље“ простиру од Превезе у Грчкој до Прешева у Србији и од Скопља у Северној Македонији до Подгорице у Црној Гори, изазивајући негодовања у околним државама. Говор је уписан на пергаменту који ће бити приказан у музеју у граду Валони, гдје је проглашена независност земље од Османског царства 1912. године.

## Области које укључује концепт
- Грчка
  - јужни Епир, тзв. Чамерија. Грчка има строга правила о етничкој припадности и циља на асимилацију, тако да је врло тешко проценити тачан број албанске мањине.
- Северна Македонија
  - Западни и северни делови Северне Македоније: Тетово, Гостивар, Дебар, Кичево, Струга, Куманово и Скопље, тзв. Република Илирида
- Србија
  - Косово и Метохија, тзв. Република Косово
  - Јужни део статистичког региона Јужна и источна Србија: општине Прешево, Бујановац и део општине Медвеђа, тзв. Прешевска долина.
  - Јужни део статистичког региона Шумадија и западна Србија: Рашка област позната и као Санџак.
- Црна Гора
  - Јужни и источни делови Црне Горе: општина Улцињ, и делови општина Бар, Плав, Рожаје, Гусиње и града Подгорице.

## После Другог светског рата
Амбасадор Руске Федерације у Републици Србији Александар Конузин је у јануару 2011. пројекат „Велика Албанија“ оценио као опасност по читаву област југоисточне Европе:
| „                    | Екстремистички пројекат `етничке Албаније`, ко год да га развија, веома је опасан, посебно у тако осетљивом региону као што је Балкан, који је недавно преживео период тешких оружаних конфликата на националној основи. Због тога, што се пре пружи отпор великоалбанским и сличним опасним идејама, то боље. | ” |
| — Александар Конузин | |   |